# بارل گرال
بارل گرال (فرانسوی: Barel Graal‎) یک گلایدر موتوردار تک‌نفرهٔ بال وسط با دم تی‌شکلاست که توسط ماکس بارل طراحی شده و توسط شرکت گرال آئرو به‌عنوان یک هواگرد کاملاً آماده برای پرواز یا در قالب بستهٔ قطعات برای مونتاژ آماتور به تولید رسیده است.